# CCNP
Cisco Certified Network Professional ou CCNP é o grau intermediário da pirâmide de carreira da empresa Cisco Systems. 
Para se chegar a esse nível, o candidato terá que passar por três testes teóricos(Routing, Switching e Trouble Shoot).